# クリントン家の肖像画

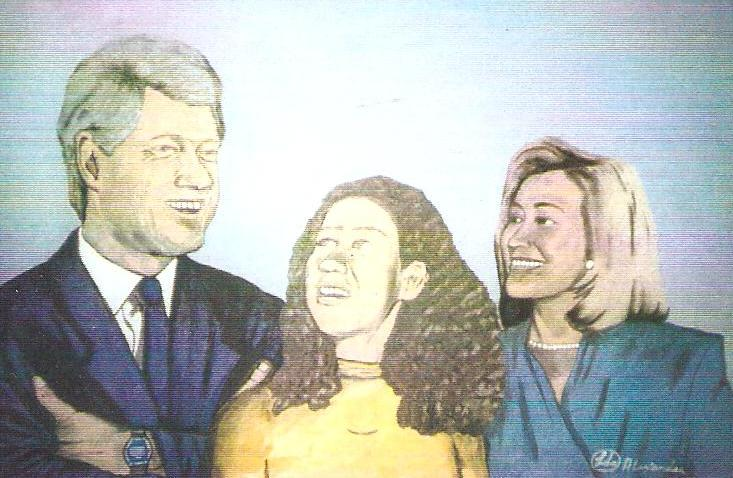
『クリントン家の肖像画』

クリントン家の肖像画(Clinton Family Portrait) とは、アーカンソー州デルモット出身の画家ラリー・D・アレキサンダーの油絵である。1995年に製作され、当時のアメリカ大統領であるビル・クリントンに贈られた（クリントンもアーカンソー州の生まれである）。作者のアレキサンダーはまったくといっていいほど油絵を描かないと言う意味で珍しく、またカートゥーンのような似顔絵に写実性が混ぜ合わされているユニークな作品である。この絵は後にアーカンソー州のリトルロックにあるウィリアム・J・クリントン大統領図書館のパーマネント・コレクションとなった。

1996年に、ダラス・モーニングニュースの取材を受けたアレキサンダーはこの絵について次のように語っている。
子供のころは皆で、もしアーカンソー州から大統領がでたら、肖像画を描こうと言っていました。当時はただのジョークでしたし、何年かしたらそれも忘れてしまいました。でもある日、クリントンが大統領選挙で上手くやっているどころか、勝利を目前にしていた時に、ふと記憶が蘇ったのです。気味が悪いといえばそうなのですが、インスピレーションというのは得てしてそういうものですからね—Larry D. Alexander
クリントン家の肖像画は24インチ×36インチのカンバスに描かれた油絵である。1995年のはじめにテキサス州のアーヴィングで製作され、同じ年の3月か4月にはホワイトハウスに届けられた。このときホワイトハウス広報部のローリー・アダムスは、フォートワース・スターテレグラム紙に対して、「この作品が正確にはどこにあるかはコメントできない。望ましい場所にあるとしか言えない」と答えている。